# Saint-Loup (Jura)
Saint-Loup és un municipi francès situat al departament del Jura i a la regió de Borgonya - Franc Comtat. L'any 2007 tenia 258 habitants.

## Demografia

### Població
El 2007 la població de fet de Saint-Loup era de 258 persones. Hi havia 100 famílies de les quals 22 eren unipersonals (11 homes vivint sols i 11 dones vivint soles), 41 parelles sense fills i 37 parelles amb fills.
La població ha evolucionat segons el següent gràfic:
Habitants censats

### Habitatges
El 2007 hi havia 117 habitatges, 104 eren l'habitatge principal de la família, 6 eren segones residències i 6 estaven desocupats. 113 eren cases i 2 eren apartaments. Dels 104 habitatges principals, 90 estaven ocupats pels seus propietaris, 12 estaven llogats i ocupats pels llogaters i 2 estaven cedits a títol gratuït; 2 tenien dues cambres, 14 en tenien tres, 31 en tenien quatre i 58 en tenien cinc o més. 78 habitatges disposaven pel capbaix d'una plaça de pàrquing. A 44 habitatges hi havia un automòbil i a 54 n'hi havia dos o més.

### Piràmide de població
La piràmide de població per edats i sexe el 2009 era:
| Homes | Edats   | Dones |
| ----- | ------- | ----- |
| 0     | 95 o +  | 0     |
| 0     | 90 a 94 | 0     |
| 0     | 85 a 89 | 0     |
| 0     | 80 a 84 | 8     |
| 4     | 75 a 79 | 0     |
| 0     | 70 a 74 | 4     |
| 8     | 65 a 69 | 12    |
| 8     | 60 a 64 | 12    |
| 4     | 55 a 59 | 8     |
| 12    | 50 a 54 | 8     |
| 0     | 45 a 49 | 8     |
| 8     | 40 a 44 | 4     |
| 12    | 35 a 39 | 4     |
| 20    | 30 a 34 | 16    |
| 8     | 25 a 29 | 12    |
| 8     | 20 a 24 | 4     |
| 16    | 15 a 19 | 8     |
| 20    | 10 a 14 | 8     |
| 12    | 5 a 9   | 20    |
| 16    | 0 a 4   | 8     |

## Economia
El 2007 la població en edat de treballar era de 163 persones, 115 eren actives i 48 eren inactives. De les 115 persones actives 112 estaven ocupades (60 homes i 52 dones) i 3 estaven aturades (1 home i 2 dones). De les 48 persones inactives 25 estaven jubilades, 13 estaven estudiant i 10 estaven classificades com a «altres inactius».

### Ingressos
El 2009 a Saint-Loup hi havia 111 unitats fiscals que integraven 283 persones, la mediana anual d'ingressos fiscals per persona era de 17.573 €.

### Activitats econòmiques
Dels 14 establiments que hi havia el 2007, 1 era d'una empresa de fabricació d'altres productes industrials, 1 d'una empresa de construcció, 3 d'empreses de comerç i reparació d'automòbils, 1 d'una empresa de transport, 1 d'una empresa financera, 5 d'empreses de serveis i 2 d'entitats de l'administració pública.
L'únic establiment comercial que hi havia el 2009 era una floristeria.
L'any 2000 a Saint-Loup hi havia 19 explotacions agrícoles que ocupaven un total de 1.416 hectàrees.

## Poblacions més properes
El següent diagrama mostra les poblacions més properes.